# Eysturoyartunnilin

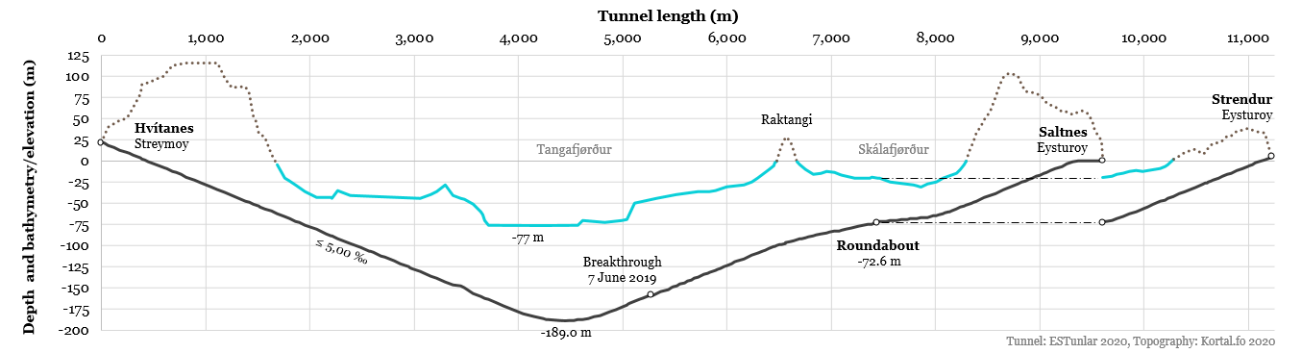
Schéma sítě tunelů

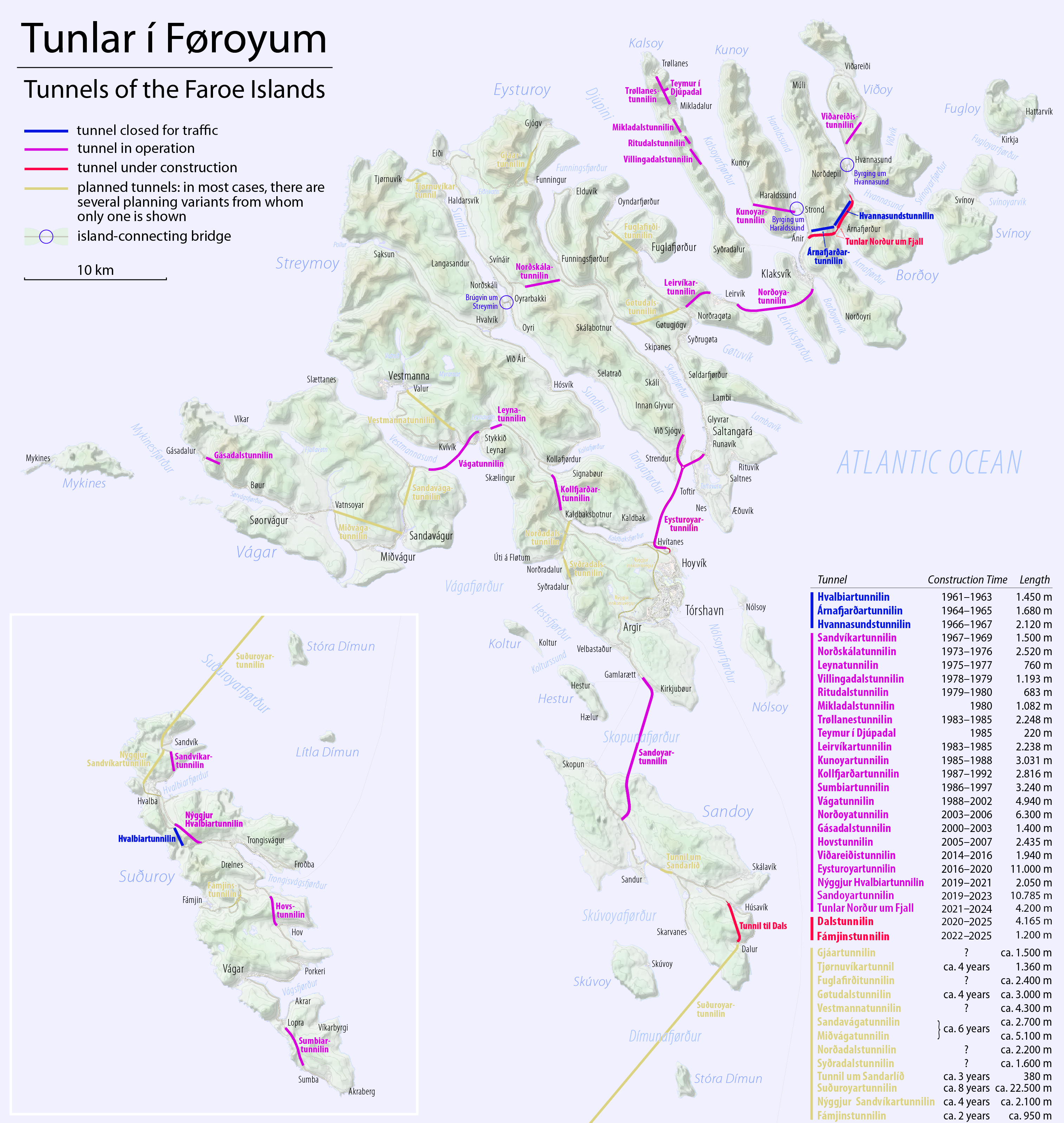
Mapa faerských tunelů (Eysturoyartunnilin v centrální části, tvar Y)

Eysturoyartunnilin je systém podmořských tunelů na Faerských ostrovech. Celá síť tunelů dosahující délky 11 kilometrů má tři větve a spojuje ostrovy Streymoy a Eysturoy.

## Charakteristika
Jižní rameno komplexu má vstupní portál na ostrově Streymoy, přibližně 4 km od centra faerské metropole Tórshavn. Dominantním prvkem tunelů je atraktivně nasvícený kruhový objezd podle návrhu místního umělce Tróndura Paturssona, který se nachází v hloubce 187 metrů pod mořem. Z kruhové objezdu vycházejí západní větev ústící u obce Strendur a východní větev zakončená u osady Runavík (obě na ostrově Eysturoy, na protilehlých březích fjordu Skálafjørður). 
Cestu mezi Tórshavnem a těmito ostrovními osadami zkracuje z hodiny přibližně na čtvrtinu. Do druhého největšího města celého souostroví Klaksvík na ostrově Borðoy se po otevření tunelů lze z Tórshavnu dostat během půl hodiny, což představuje přibližně polovinu dřívější doby.
Síť Eysturoyartunnilin je zatím největším stavebním projektem Faerských ostrovů. Vyžádala si přibližně miliardu dánských korun a otevřena byla dne 19. prosince 2020.